# Pääsküla
Pääsküla is een subdistrict of wijk (Estisch: asum) binnen het stadsdistrict Nõmme in Tallinn, de hoofdstad van Estland. De wijk telde 9.716 inwoners op 1 januari 2020. De oppervlakte bedraagt 6,61 km²; de bevolkingsdichtheid is dus ongeveer 1.470/km². Het Estische woord küla betekent ‘dorp’, maar waar pääs voor staat is onduidelijk.
De wijk grenst vanaf het noorden met de wijzers van de klok mee aan de wijken Vana-Mustamäe, Hiiu, Kivimäe en Nõmme, de gemeenten Saku en Saue vald, de wijk Laagri en de gemeente Harku.

## Geschiedenis

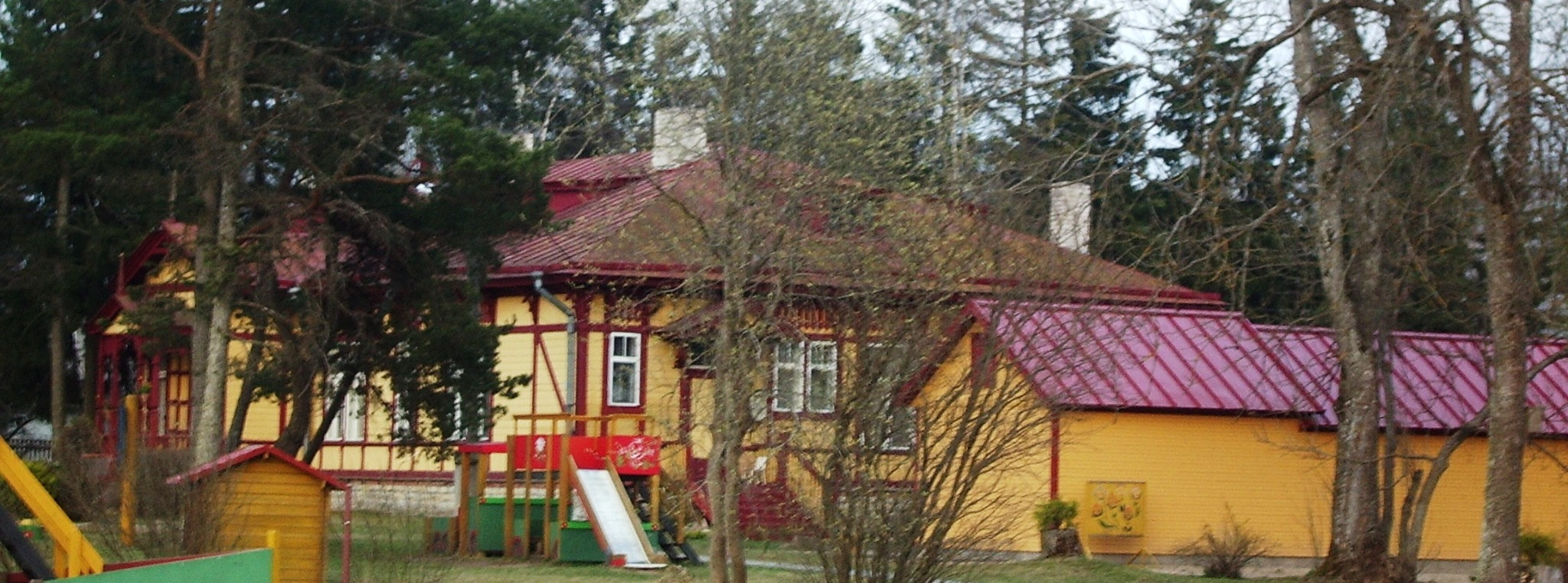
Kleuterschool in Pääsküla

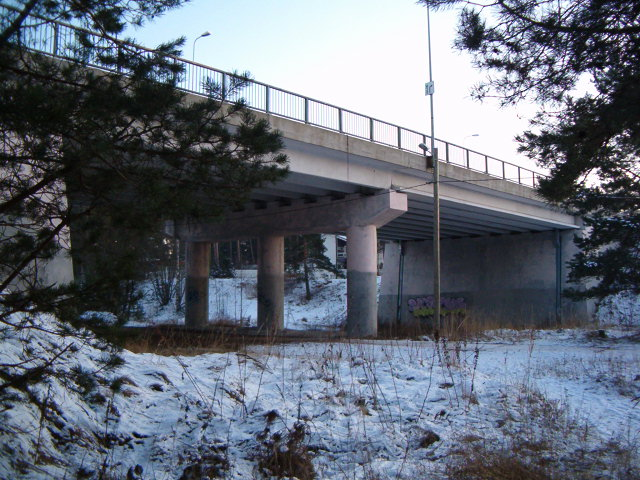
Het viaduct Tihniku in de weg Kadaka puiestee op de grens met de wijk Vana-Mustamäe

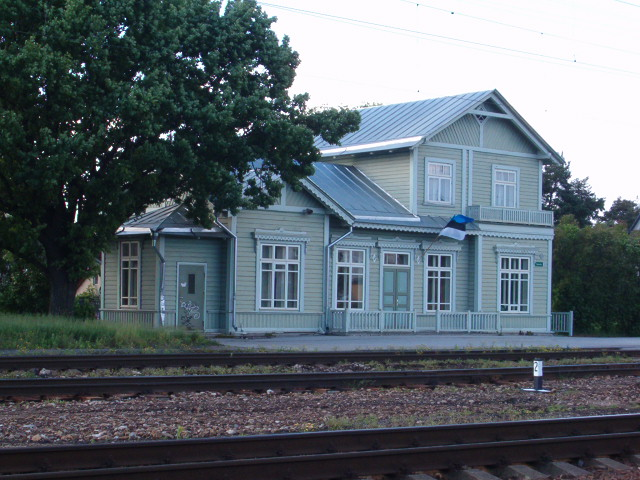
Het station van Pääsküla

Pääsküla werd al in 1241 vermeld in het Liber Census Daniæ, ofwel het Grondboek van Waldemar, een inventarisatie in het Latijn van de bezittingen en inkomsten van koning Waldemar II van Denemarken. Noord-Estland was in die tijd in Deense handen. Het dorp wordt daar Peskulae genoemd. De Duitse naam was Päsküll of Paeskülla. Het oude dorp, dat tegen de wijk Laagri aan ligt, wordt tegenwoordig vaak Vana-Pääsküla (Oud-Pääsküla) genoemd.
In de 16e eeuw was Pääsküla in het bezit van de Duitse Orde. Later werd het dorp ingedeeld bij de gemeente Saue vald.
Tussen 1912 en 1917 werd ten noorden van het dorp een tuinstad aangelegd met de naam ‘Petershof’ (Estisch: Peetri aedlinn). In april 1923 werden Pääsküla en Petershof bij de toenmalige gemeente Nõmme gevoegd. In 1940 werd de gemeente Nõmme (die ongeveer overeenkwam met het huidige stadsdistrict Nõmme) bij de stad Tallinn ingedeeld.
De wijk Pääsküla heeft nog steeds het karakter van een tuinstad: de meeste huizen zijn vrijstaand en hebben een grote tuin. Er is ook veel openbaar groen in de wijk.

## Voorzieningen
De grens tussen de wijk en de gemeente Saku wordt gevormd door de rivier Pääsküla (Estisch: Pääsküla jõgi). Het moeras Pääsküla raba ligt voor een deel op het grondgebied van Pääsküla, maar loopt verder over het grondgebied van de wijken Kivimäe, Hiiu, Nõmme en Männiku. De totale oppervlakte is 9 km².
Pääsküla heeft een grote openbare bibliotheek, de Pääsküla raamatukogu, met een vloeroppervlak van 510 m². Er is een middelbare school, het Tallinna Pääsküla Gümnaasium. Verder heeft de wijk een jongerencentrum (Pääsküla Noortekeskus) en een indoor skatebaan.
De grote vuilstortplaats op het terrein van de wijk is in 2008 gesloten.

## Vervoer
Pääsküla heeft een station aan de spoorlijn van Tallinn naar Paldiski. Het stationsgebouw (dat niet meer als zodanig in gebruik is) dateert uit 1916. Het station wordt bediend door Elron.
Pääsküla was het eindpunt van de eerste geëlektrificeerde spoorlijn van Estland, met als beginpunt het Baltische Station in het centrum van Tallinn. De lijn kwam gereed in 1924. De lengte van de lijn bedroeg 11,2 km.
Pääsküla wordt verder bediend door een aantal buslijnen. Vana-Pääsküla is opgenomen in het net van snelbussen die Tallinn verbinden met andere grote plaatsen in Estland.